# Гаральд Юлін
Гаральд Юлін (швед. Harald Julin, 27 березня 1890 — 31 липня 1967) — шведський плавець і ватерполіст.
Медаліст Олімпійських Ігор 1908, 1912, 1920 років.